# Eugenia pobeguinii
Eugenia pobeguinii är en myrtenväxtart som beskrevs av Aubrev.. Eugenia pobeguinii ingår i släktet Eugenia och familjen myrtenväxter. Inga underarter finns listade i Catalogue of Life.